# タブラ

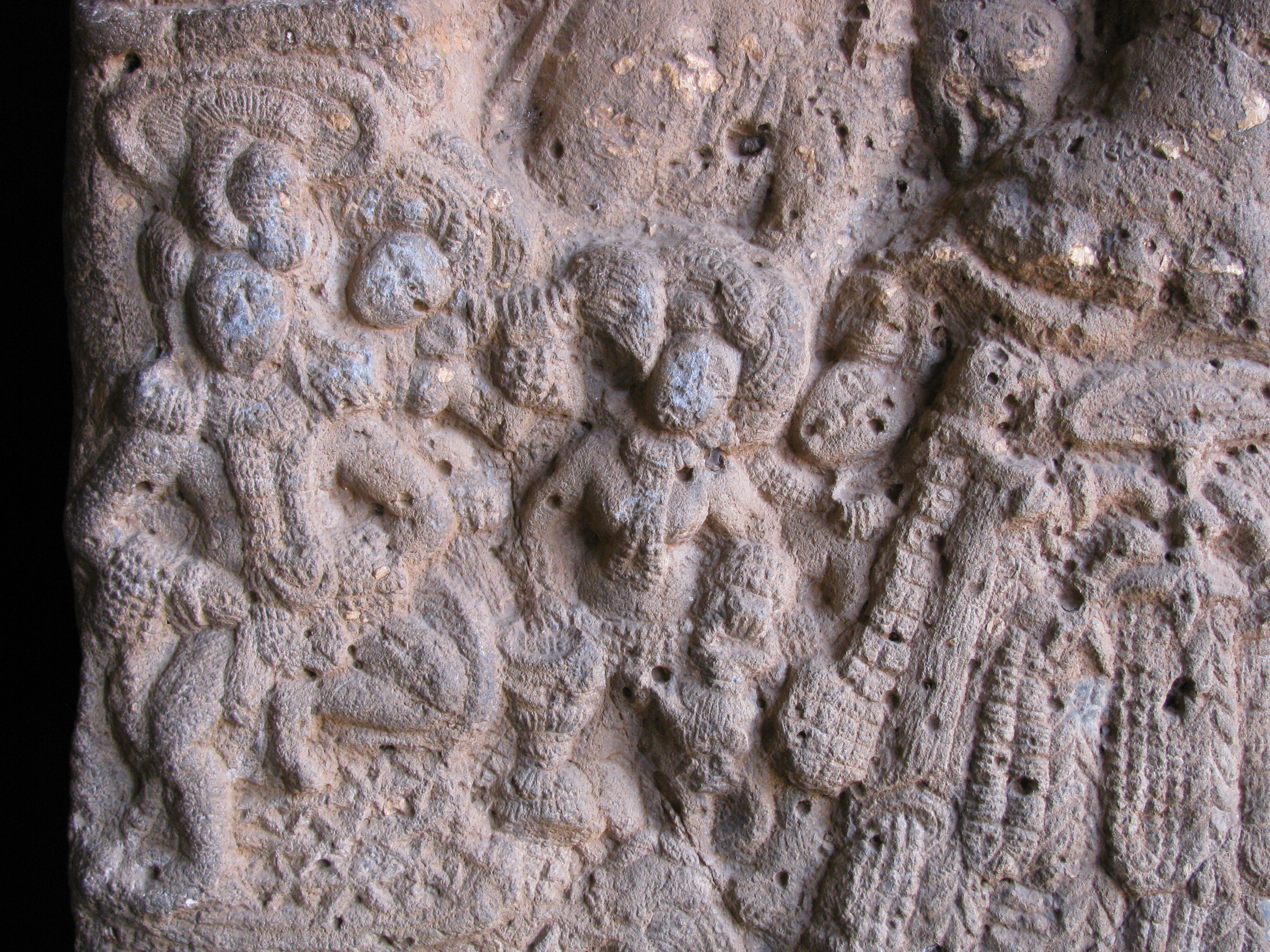
200 BC carvings from at Bhaje caves, Maharashtra, India showing a woman playing Tabla and another dancer performing.

タブラー（ウルドゥー語: تبلہ, ヒンディー語：तबला, tabla）は北インドの太鼓の一種である。正確にはタブラー（高音用：tabla）とバーヤ（低音用：baya）という2種類の太鼓であり、組み合わせてタブラー・バーヤ（タブラーバーヤン）とも呼ばれる。指を駆使し複雑で多彩な表現が可能である。
胴は、高音のタブラーは木で、低音のバーヤは銅や真鍮などの金属でできている。胴の底は閉じており、壷や器のような構造になっている。皮はヤギ革であり、高音のタブラーは中央に、低音のバーヤは中央よりやや前側に、鉄粉を穀物の粉などと練りこんだ、スヤヒーと呼ばれる黒いものが塗られている。これにより容易に倍音を発生できることがタブラーの大きな特徴である。皮は、革紐で胴の底部と結び付けて張る。　紐の結びかたを変えたり、紐と胴の間にはさんだコルク栓サイズの木の小片（グリ）の位置を動かすことなどで張力を調整し皮のチューニングを行う。チューニング時には小型のハンマー（ハトゥリ）も用いる。曲の調によってそのつどチューニングを変える。
奏者の右側に高音、左側に低音の太鼓を、布製の、円座のようなクッションの上に置く。上面の皮が少し前を向くように傾ける。
右手では右の太鼓のみ、左手では左の太鼓のみを叩く。右手で5種類程度、左手で3種類程度の音を出す。音にはそれぞれ名前が付けられており、インドでも地方によって呼び名が異なるが、バナーラス方面では右手のTe、Na、Ta、Tin、Deなど、左手のGi、Ki、Katなど、左手と右手の組み合わせのDha、Dhin、Tirkitなどがある。タブラの練習の一つとしてこういった名前を口唄することもある（例：「ダーダーティリキトダーダーティンナーダー」）。
また左手の腹をつかって太鼓の張力を変えることで音程を上下させることができ、タブラー独特の風情の一つとなっている。

## 中東におけるタブラ
中近東エリアではタブラとは太鼓全般の事をさしており、とくにダラブッカを示す事が多い。

## 著名な奏者
- ザキール・フセイン（Zakir Hussain）
- アマル・ガーヤン
- アニンド・チャタルジー
- アショク・パンデイ
- 吉見征樹
- U-zhaan
- KyuRi